# Annals of Improbable Research
Annals of Improbable Research est une revue scientifique bimestrielle consacrée à l'humour scientifique. Sa devise est « La recherche qui fait RIRE… puis RÉFLÉCHIR les gens ». Elle prend la forme d'une revue scientifique classique, dont le contenu est humoristique, voire satirique. Elle est éditée depuis 1995.
Si la plupart des articles que publie Annals of Improbable Research traitent d'expériences loufoques, réelles ou fictives, chaque numéro présente généralement au moins un sujet de recherche scientifique sérieux, quoique inattendu ou étrange. Parmi les articles ou de rubriques loufoques, on trouve par exemple la comparaison entre pommes et oranges (en) (équivalent en anglais du fait de mélanger des torchons et des serviettes) par spectroscopie infrarouge, l'évaluation des cafétérias des laboratoires de recherche, de fausses petites annonces et publicités pour un programme médical appelé HMO-NO, ou encore un très surprenant courrier des lecteurs.
La revue a son siège à Cambridge, dans le Massachusetts aux États-Unis. Elle gère également un Luxuriant Flowing Hair Club for Scientists.

## Histoire
La revue a été co-fondée par Marc Abrahams en 1995 en même temps que les prix Ig-Nobel.
Annals of Improbable Research n'est pas la première revue scientifique parodique. Le Journal of Irreproductible Results avait été créé par Alex Kohn et Harry Lipkin en 1955, mais son équipe éditoriale a quitté la revue après que l'éditeur George Scherr l'a rachetée en 1994.

## Style
Certains articles publiés par Annals of Improbable Research sont factuels et éclairants, quoiqu’un peu décalés. Par exemple, en 2003, le chercheur et producteur de documentaires Nick Spark (en) y a publié un article sur le contexte et l'histoire de la loi de Murphy dans un article en quatre parties intitulé « Pourquoi tout ce que vous savez sur la loi de Murphy est faux ». L'article a ensuite été révisé, augmenté, et son contenu, publié en juin 2006 dans un livre intitulé A History of Murphy's Law.

## Prix Ig-Nobel
Chaque année, Annals of Improbable Research décerne un prix Ig-Nobel pour dix réalisations scientifiques qui « font d'abord rire les gens, puis les font réfléchir ».